# Arboga (stad)
Arboga is de hoofdstad van de gemeente Arboga in het landschap Västmanland en de provincie Västmanlands län in Zweden. De stad heeft 10369 inwoners (2005) en een oppervlakte van 925 hectare.

## Verkeer en vervoer
Bij de plaats lopen de E18, E20 en Länsväg 249.
De plaats heeft een station aan de spoorlijn Stockholm - Örebro.